# Lansdowne House Airport
Lansdowne House Airport är en flygplats i Kanada.   Den ligger i provinsen Ontario, i den sydöstra delen av landet, 1 200 km nordväst om huvudstaden Ottawa. Lansdowne House Airport ligger 251 meter över havet. Den ligger vid sjön Attawapiskat Lake.
Terrängen runt Lansdowne House Airport är mycket platt. Trakten runt Lansdowne House Airport är nära nog obefolkad, med mindre än två invånare per kvadratkilometer.. Det finns inga samhällen i närheten. 